# Dwars door Vlaanderen for kvinder 2019
Dwars door Vlaanderen for kvinder 2019 var den ottende udgave af kvindernes version af landevejscykelløbet Dwars door Vlaanderen i Belgien. Det blev afholdt den 3. april 2019 over en distance på 108,3 km. Løbet startede i Tielt og sluttede i Waregem. Det blev af UCI klassificeret som et 1.1-løb. Løbet blev vundet af hollandske Ellen van Dijk fra Trek-Segafredo Women for andet år i træk.

## Hold og ryttere
| UCI Women's Teams (22)- Alé Cipollini - Aromitalia Vaiano - Astana Women's - BePink - Biehler Pro Cycling - Bigla - BTC City Ljubljana - Canyon-SRAM Racing - Charente-Maritime Women Cycling - Doltcini-Van Eyck Sport - FDJ-Nouvelle Aquitaine-Futuroscope - Health Mate-Ladies Team - Hitec Products - Lotto Soudal Ladies - Mitchelton-Scott - Movistar Team - Parkhotel Valkenburg-Destil - Servetto-Piumate-Beltrami TSA - Sunweb Women - Trek-Segafredo - Valcar Cylance - Virtu Cycling Women Amatørkvindehold (3)- Jos Feron Lady Force - Multum Accountants - Rogelli-Gyproc |
| |

### Danske ryttere
- Christina Siggaard kørte for Team Virtu Cycling Women
- Julie Leth kørte for Bigla Pro Cycling
- Josefine Huitfeldt kørte for Multum Accountants

## Resultater
| \| Samlede stilling \| Samlede stilling \| Samlede stilling \| Samlede stilling \| Samlede stilling \| \| Rytter \| Rytter \| Hold \| Tid \| \| \| ---------------- \| -------------------- \| -------------------- \| ---------------- \| ---------------- \| \| 1. \| Ellen van Dijk \| Trek-Segafredo \| 2t 42' 34" \| \| \| 2. \| Marta Bastianelli \| Virtu Cycling Women \| + 32" \| \| \| 3. \| Lucinda Brand \| Sunweb \| + 32" \| \| \| 4. \| Elena Cecchini \| Canyon-SRAM Racing \| + 32" \| \| \| 5. \| Sheyla Gutiérrez \| Movistar Team \| + 32" \| \| \| 6. \| Sofie De Vuyst \| Parkhotel Valkenburg \| + 32" \| \| \| 7. \| Annemiek van Vleuten \| Mitchelton-Scott \| + 32" \| \| \| 8. \| Elisa Longo Borghini \| Trek-Segafredo \| + 32" \| \| \| 9. \| Liane Lippert \| Sunweb \| + 32" \| \| \| 10. \| Katarzyna Niewiadoma \| Canyon-SRAM Racing \| + 36" \| \| |                      |                      |            |
| |                      |                      |            |
| Kilde: ProCyclingStats |                      |                      |            |
| Samlede stilling |                      |                      |            |
| Rytter | Rytter               | Hold                 | Tid        |
| 1. | Ellen van Dijk       | Trek-Segafredo       | 2t 42' 34" |
| 2. | Marta Bastianelli    | Virtu Cycling Women  | + 32"      |
| 3. | Lucinda Brand        | Sunweb               | + 32"      |
| 4. | Elena Cecchini       | Canyon-SRAM Racing   | + 32"      |
| 5. | Sheyla Gutiérrez     | Movistar Team        | + 32"      |
| 6. | Sofie De Vuyst       | Parkhotel Valkenburg | + 32"      |
| 7. | Annemiek van Vleuten | Mitchelton-Scott     | + 32"      |
| 8. | Elisa Longo Borghini | Trek-Segafredo       | + 32"      |
| 9. | Liane Lippert        | Sunweb               | + 32"      |
| 10. | Katarzyna Niewiadoma | Canyon-SRAM Racing   | + 36"      |

## Startliste
| Trek-Segafredo TFS | Trek-Segafredo TFS             | Trek-Segafredo TFS |
| ------------------ | ------------------------------ | ------------------ |
| Nr.                | Rytter                         | Placering          |
| 1                  | Ellen van Dijk (NED)           | 1.                 |
| 2                  | Lotta Lepistö (FIN) (landevej) | 20.                |
| 3                  | Elisa Longo Borghini (ITA)     | 8.                 |
| 4                  | Audrey Cordon-Ragot (FRA)      | 99.                |
| 5                  | Trixi Worrack (GER)            | 93.                |
| 6                  | Ruth Winder (USA)              | 100.               |

| Mitchelton-Scott MTS | Mitchelton-Scott MTS       | Mitchelton-Scott MTS |
| -------------------- | -------------------------- | -------------------- |
| Nr.                  | Rytter                     | Placering            |
| 11                   | Annemiek van Vleuten (NED) | 7.                   |
| 12                   | Gracie Elvin (AUS)         | 11.                  |
| 13                   | Lucy Kennedy (AUS)         | DNF                  |
| 14                   | Sarah Roy (AUS)            | 47.                  |
| 15                   | Moniek Tenniglo (NED)      | 29.                  |
| 16                   | Grace Brown (AUS)          | 55.                  |

| Sunweb SUN | Sunweb SUN                     | Sunweb SUN |
| ---------- | ------------------------------ | ---------- |
| Nr.        | Rytter                         | Placering  |
| 21         | Lucinda Brand (NED)            | 3.         |
| 22         | Susanne Andersen (NOR)         | 13.        |
| 23         | Georgi Pfeiffer (GBR)          | 57.        |
| 24         | Juliette Labous (FRA)          | 71.        |
| 25         | Liane Lippert (GER) (landevej) | 9.         |
| 26         | Janneke Ensing (NED)           | 79.        |

| Canyon-SRAM Racing CSR | Canyon-SRAM Racing CSR     | Canyon-SRAM Racing CSR |
| ---------------------- | -------------------------- | ---------------------- |
| Nr.                    | Rytter                     | Placering              |
| 31                     | Katarzyna Niewiadoma (POL) | 10.                    |
| 32                     | Alena Amjaljusik (BLR)     | 87.                    |
| 33                     | Elena Cecchini (ITA)       | 4.                     |
| 34                     | Tiffany Cromwell (AUS)     | 54.                    |
| 35                     | Tanja Erath (GER)          | 88.                    |
| 36                     | Lisa Klein (GER)           | 12.                    |

| Movistar Team MOV | Movistar Team MOV             | Movistar Team MOV |
| ----------------- | ----------------------------- | ----------------- |
| Nr.               | Rytter                        | Placering         |
| 41                | Roxane Fournier (FRA)         | 16.               |
| 42                | Alicia González Blanco (ESP)  | 38.               |
| 43                | Sheyla Gutiérrez (ESP)        | 5.                |
| 44                | Aude Biannic (FRA) (landevej) | 28.               |
| 45                | Lourdes Oyarbide (ESP)        | 98.               |
| 46                | Alba Teruel Ribes (ESP)       | 59.               |

| Virtu Cycling Women TVC | Virtu Cycling Women TVC            | Virtu Cycling Women TVC |
| ----------------------- | ---------------------------------- | ----------------------- |
| Nr.                     | Rytter                             | Placering               |
| 51                      | Sofia Bertizzolo (ITA)             | 30.                     |
| 52                      | Barbara Guarischi (ITA)            | 17.                     |
| 53                      | Anouska Koster (NED)               | 26.                     |
| 54                      | Marta Bastianelli (ITA) (landevej) | 2.                      |
| 55                      | Katarzyna Pawłowska (POL)          | 92.                     |
| 56                      | Christina Siggaard (DEN)           | 83.                     |

| Valcar Cylance VAL | Valcar Cylance VAL              | Valcar Cylance VAL |
| ------------------ | ------------------------------- | ------------------ |
| Nr.                | Rytter                          | Placering          |
| 61                 | Elisa Balsamo (ITA)             | 77.                |
| 62                 | Marta Cavalli (ITA) (landevej)  | 78.                |
| 63                 | Maria Giulia Confalonieri (ITA) | 24.                |
| 64                 | Vittoria Guazzini (ITA)         | DNF                |
| 65                 | Chiara Consonni (ITA)           | DNF                |
| 66                 | Ilaria Sanguineti (ITA)         | DNF                |

| FDJ-Nouvelle Aquitaine-Futuroscope FDJ | FDJ-Nouvelle Aquitaine-Futuroscope FDJ | FDJ-Nouvelle Aquitaine-Futuroscope FDJ |
| -------------------------------------- | -------------------------------------- | -------------------------------------- |
| Nr.                                    | Rytter                                 | Placering                              |
| 71                                     | Coralie Demay (FRA)                    | 69.                                    |
| 72                                     | Eugénie Duval (FRA)                    | 23.                                    |
| 73                                     | Maëlle Grossetête (FRA)                | 64.                                    |
| 74                                     | Marie Le Net (FRA)                     | 89.                                    |
| 75                                     | Évita Muzic (FRA)                      | 73.                                    |
| 76                                     | Shara Gillow (AUS)                     | 75.                                    |

| Astana Women's Team ASA | Astana Women's Team ASA         | Astana Women's Team ASA |
| ----------------------- | ------------------------------- | ----------------------- |
| Nr.                     | Rytter                          | Placering               |
| 81                      | Arlenis Sierra (CUB) (landevej) | 14.                     |
| 82                      | Marie-Soleil Blais (CAN)        | DNF                     |
| 83                      | Elena Pirrone (ITA)             | 82.                     |
| 84                      | Jeidy Pradera (CUB)             | DNF                     |
| 85                      | Lizbeth Salazar (MEX)           | 39.                     |
| 86                      | Makhabbat Umutzhanova (KAZ)     | 74.                     |

| Bigla BIG | Bigla BIG                     | Bigla BIG |
| --------- | ----------------------------- | --------- |
| Nr.       | Rytter                        | Placering |
| 91        | Martina Alzini (ITA)          | 53.       |
| 92        | Nicole Hanselmann (SUI)       | DNF       |
| 93        | Mikayla Harvey (NZL)          | 97.       |
| 94        | Julie Leth (DEN)              | 19.       |
| 95        | Sophie Wright (GBR)           | 86.       |
| 96        | Maria Vittoria Sperotto (ITA) | 32.       |

| BTC City Ljubljana BTC | BTC City Ljubljana BTC   | BTC City Ljubljana BTC |
| ---------------------- | ------------------------ | ---------------------- |
| Nr.                    | Rytter                   | Placering              |
| 101                    | Maaike Boogaard (NED)    | DNF                    |
| 102                    | Anja Longyka (SLO)       | DNF                    |
| 103                    | Anastasia Chursina (RUS) | DNF                    |
| 104                    | Hanna Nilsson (SWE)      | 62.                    |
| 105                    | Mia Radotić (CRO)        | 41.                    |

| Parkhotel Valkenburg PHV | Parkhotel Valkenburg PHV     | Parkhotel Valkenburg PHV |
| ------------------------ | ---------------------------- | ------------------------ |
| Nr.                      | Rytter                       | Placering                |
| 111                      | Ann-Sophie Duyck (BEL)       | 68.                      |
| 112                      | Sofie De Vuyst (BEL)         | 6.                       |
| 113                      | Roxane Knetemann (NED)       | 85.                      |
| 114                      | Belle De Gast (NED)          | 44.                      |
| 115                      | Janine van der Meer (NED)    | 58.                      |
| 116                      | Meike Uiterwijk Winkel (NED) | DNF                      |

| Alé Cipollini ALE | Alé Cipollini ALE             | Alé Cipollini ALE |
| ----------------- | ----------------------------- | ----------------- |
| Nr.               | Rytter                        | Placering         |
| 121               | Chloe Hosking (AUS)           | 101.              |
| 122               | Jelena Erić (SRB)             | 31.               |
| 123               | Diana Peñuela (COL)           | 60.               |
| 124               | Karlijn Swinkels (NED)        | 61.               |
| 125               | Anna Trevisi (ITA)            | DNF               |
| 126               | Marjolein van 't Geloof (NED) | 15.               |

| Lotto Soudal Ladies LSL | Lotto Soudal Ladies LSL | Lotto Soudal Ladies LSL |
| ----------------------- | ----------------------- | ----------------------- |
| Nr.                     | Rytter                  | Placering               |
| 131                     | Lotte Kopecky (BEL)     | 52.                     |
| 132                     | Alana Castrique (BEL)   | DNF                     |
| 133                     | Demi de Jong (NED)      | 25.                     |
| 134                     | Danique Braam (NED)     | 51.                     |
| 135                     | Puck Moonen (NED)       | DNF                     |
| 136                     | Nguyễn Thị Thật (VIE)   | 21.                     |

| Doltcini-Van Eyck Sport DVE | Doltcini-Van Eyck Sport DVE     | Doltcini-Van Eyck Sport DVE |
| --------------------------- | ------------------------------- | --------------------------- |
| Nr.                         | Rytter                          | Placering                   |
| 141                         | Daniela Reis (POR) (landevej)   | 80.                         |
| 142                         | Jesse Vandenbulcke (BEL)        | 72.                         |
| 143                         | Saartje Vandenbroucke (BEL)     | DNF                         |
| 144                         | Pascale Jeuland-Tranchant (FRA) | 22.                         |
| 145                         | Bryony van Velzen (NED)         | 45.                         |
| 146                         | Anisha Vekemans (BEL)           | DNF                         |

| Health Mate-Ladies Team HMT | Health Mate-Ladies Team HMT | Health Mate-Ladies Team HMT |
| --------------------------- | --------------------------- | --------------------------- |
| Nr.                         | Rytter                      | Placering                   |
| 151                         | Lara Defour (BEL)           | 70.                         |
| 152                         | Fien Delbaere (BEL)         | 46.                         |
| 153                         | Laura Süßemilch (GER)       | DNF                         |
| 154                         | Zsófia Szabó (HUN)          | DNF                         |
| 155                         | Kirstie van Haaften (NED)   | DNF                         |
| 156                         | Kylie Waterreus (NED)       | 33.                         |

| Aromitalia Vaiano VAI | Aromitalia Vaiano VAI           | Aromitalia Vaiano VAI |
| --------------------- | ------------------------------- | --------------------- |
| Nr.                   | Rytter                          | Placering             |
| 161                   | Michela Balducci (ITA)          | 36.                   |
| 162                   | Sofia Beggin (ITA)              | 35.                   |
| 163                   | Letizia Borghesi (ITA)          | 48.                   |
| 164                   | Carmela Cipriani (ITA)          | 49.                   |
| 165                   | Rasa Leleivytė (LTU) (landevej) | 34.                   |
| 166                   | Giulia Marchesini (ITA)         | 103.                  |

| Servetto-Piumate-Beltrami TSA SER | Servetto-Piumate-Beltrami TSA SER | Servetto-Piumate-Beltrami TSA SER |
| --------------------------------- | --------------------------------- | --------------------------------- |
| Nr.                               | Rytter                            | Placering                         |
| 171                               | Francesca Balducci (ITA)          | DNF                               |
| 172                               | Kseniya Dobrynina (RUS)           | 102.                              |
| 173                               | Aleksandra Goncharova (RUS)       | DNF                               |
| 174                               | Mónika Király (HUN)               | 84.                               |
| 175                               | Anna Potokina (RUS)               | 91.                               |
| 176                               | Jevhenija Vysotska (UKR)          | DNF                               |

| Bepink BPK | Bepink BPK              | Bepink BPK |
| ---------- | ----------------------- | ---------- |
| Nr.        | Rytter                  | Placering  |
| 181        | Tatiana Guderzo (ITA)   | 96.        |
| 182        | Rachele Barbieri (ITA)  | DNF        |
| 183        | Chiara Perini (ITA)     | 56.        |
| 184        | Francesca Pattaro (ITA) | DNF        |
| 185        | Katia Ragusa (ITA)      | 42.        |
| 186        | Nicole Steigenga (NED)  | 90.        |

| Hitec Products-Birk Sport HPU | Hitec Products-Birk Sport HPU | Hitec Products-Birk Sport HPU |
| ----------------------------- | ----------------------------- | ----------------------------- |
| Nr.                           | Rytter                        | Placering                     |
| 191                           | Lucy Garner (GBR)             | 18.                           |
| 192                           | Ingvild Gåskjenn (NOR)        | 81.                           |
| 193                           | Vita Heine (NOR) (landevej)   | 43.                           |
| 194                           | Julie Meyer Solvang (NOR)     | 94.                           |
| 195                           | Chanella Stougje (NED)        | 63.                           |
| 196                           | Lonneke Uneken (NED)          | 95.                           |

| Biehler Pro Cycling BPC | Biehler Pro Cycling BPC  | Biehler Pro Cycling BPC |
| ----------------------- | ------------------------ | ----------------------- |
| Nr.                     | Rytter                   | Placering               |
| 201                     | Marissa Baks (NED)       | DNF                     |
| 202                     | Henrietta Colborne (GBR) | 27.                     |
| 203                     | Merel Hofman (NED)       | DNF                     |
| 204                     | Roos Hoogeboom (NED)     | DNF                     |
| 205                     | Melanie Klement (NED)    | DNF                     |
| 206                     | Natalie van Gogh (NED)   | 40.                     |

| Charente-Maritime CMW | Charente-Maritime CMW | Charente-Maritime CMW |
| --------------------- | --------------------- | --------------------- |
| Nr.                   | Rytter                | Placering             |
| 211                   | Noémie Abgrall (FRA)  | DNF                   |
| 212                   | Lucie Lahaye (FRA)    | 65.                   |
| 214                   | Anaïs Morichon (FRA)  | DNF                   |
| 216                   | Gladys Verhulst (FRA) | 67.                   |

| Rogelli-Gyproc ___ | Rogelli-Gyproc ___        | Rogelli-Gyproc ___ |
| ------------------ | ------------------------- | ------------------ |
| Nr.                | Rytter                    | Placering          |
| 221                | Nathalie Bex (BEL)        | DNF                |
| 222                | Shari Bossuyt (BEL)       | 37.                |
| 223                | Cathalijne Hoolwerf (NED) | DNF                |
| 224                | Eva Jonkers (NED)         | DNF                |
| 225                | Britt Knaven (BEL)        | DNF                |
| 226                | Ingrit Verhoeff (NED)     | DNF                |

| Jos Feron Lady Force ___ | Jos Feron Lady Force ___    | Jos Feron Lady Force ___ |
| ------------------------ | --------------------------- | ------------------------ |
| Nr.                      | Rytter                      | Placering                |
| 231                      | Kaat Hannes (BEL)           | 50.                      |
| 232                      | Senna Feron (NED)           | DNF                      |
| 233                      | Liisa Ehrberg (EST)         | DNF                      |
| 234                      | Hannah Gruber-Stadler (AUT) | DNF                      |
| 235                      | Céline van Houtum (NED)     | 66.                      |
| 236                      | Marieke de Groot (NED)      | DNF                      |

| Multum Accountants ___ | Multum Accountants ___  | Multum Accountants ___ |
| ---------------------- | ----------------------- | ---------------------- |
| Nr.                    | Rytter                  | Placering              |
| 241                    | Josefine Huitfeldt      | DNF                    |
| 242                    | Carolien Haers (BEL)    | DNF                    |
| 243                    | Lauren Creamer (IRL)    | 76.                    |
| 244                    | Hanna Johansson (SWE)   | DNF                    |
| 245                    | Josie Shepherd (GBR)    | DNF                    |
| 246                    | Liliane Leenknegt (BEL) | DNF                    |

| Trek-Segafredo TFS | Trek-Segafredo TFS             | Trek-Segafredo TFS |
| ------------------ | ------------------------------ | ------------------ |
| Nr.                | Rytter                         | Placering          |
| 1                  | Ellen van Dijk (NED)           | 1.                 |
| 2                  | Lotta Lepistö (FIN) (landevej) | 20.                |
| 3                  | Elisa Longo Borghini (ITA)     | 8.                 |
| 4                  | Audrey Cordon-Ragot (FRA)      | 99.                |
| 5                  | Trixi Worrack (GER)            | 93.                |
| 6                  | Ruth Winder (USA)              | 100.               |

| Mitchelton-Scott MTS | Mitchelton-Scott MTS       | Mitchelton-Scott MTS |
| -------------------- | -------------------------- | -------------------- |
| Nr.                  | Rytter                     | Placering            |
| 11                   | Annemiek van Vleuten (NED) | 7.                   |
| 12                   | Gracie Elvin (AUS)         | 11.                  |
| 13                   | Lucy Kennedy (AUS)         | DNF                  |
| 14                   | Sarah Roy (AUS)            | 47.                  |
| 15                   | Moniek Tenniglo (NED)      | 29.                  |
| 16                   | Grace Brown (AUS)          | 55.                  |

| Sunweb SUN | Sunweb SUN                     | Sunweb SUN |
| ---------- | ------------------------------ | ---------- |
| Nr.        | Rytter                         | Placering  |
| 21         | Lucinda Brand (NED)            | 3.         |
| 22         | Susanne Andersen (NOR)         | 13.        |
| 23         | Georgi Pfeiffer (GBR)          | 57.        |
| 24         | Juliette Labous (FRA)          | 71.        |
| 25         | Liane Lippert (GER) (landevej) | 9.         |
| 26         | Janneke Ensing (NED)           | 79.        |

| Canyon-SRAM Racing CSR | Canyon-SRAM Racing CSR     | Canyon-SRAM Racing CSR |
| ---------------------- | -------------------------- | ---------------------- |
| Nr.                    | Rytter                     | Placering              |
| 31                     | Katarzyna Niewiadoma (POL) | 10.                    |
| 32                     | Alena Amjaljusik (BLR)     | 87.                    |
| 33                     | Elena Cecchini (ITA)       | 4.                     |
| 34                     | Tiffany Cromwell (AUS)     | 54.                    |
| 35                     | Tanja Erath (GER)          | 88.                    |
| 36                     | Lisa Klein (GER)           | 12.                    |

| Movistar Team MOV | Movistar Team MOV             | Movistar Team MOV |
| ----------------- | ----------------------------- | ----------------- |
| Nr.               | Rytter                        | Placering         |
| 41                | Roxane Fournier (FRA)         | 16.               |
| 42                | Alicia González Blanco (ESP)  | 38.               |
| 43                | Sheyla Gutiérrez (ESP)        | 5.                |
| 44                | Aude Biannic (FRA) (landevej) | 28.               |
| 45                | Lourdes Oyarbide (ESP)        | 98.               |
| 46                | Alba Teruel Ribes (ESP)       | 59.               |

| Virtu Cycling Women TVC | Virtu Cycling Women TVC            | Virtu Cycling Women TVC |
| ----------------------- | ---------------------------------- | ----------------------- |
| Nr.                     | Rytter                             | Placering               |
| 51                      | Sofia Bertizzolo (ITA)             | 30.                     |
| 52                      | Barbara Guarischi (ITA)            | 17.                     |
| 53                      | Anouska Koster (NED)               | 26.                     |
| 54                      | Marta Bastianelli (ITA) (landevej) | 2.                      |
| 55                      | Katarzyna Pawłowska (POL)          | 92.                     |
| 56                      | Christina Siggaard (DEN)           | 83.                     |

| Valcar Cylance VAL | Valcar Cylance VAL              | Valcar Cylance VAL |
| ------------------ | ------------------------------- | ------------------ |
| Nr.                | Rytter                          | Placering          |
| 61                 | Elisa Balsamo (ITA)             | 77.                |
| 62                 | Marta Cavalli (ITA) (landevej)  | 78.                |
| 63                 | Maria Giulia Confalonieri (ITA) | 24.                |
| 64                 | Vittoria Guazzini (ITA)         | DNF                |
| 65                 | Chiara Consonni (ITA)           | DNF                |
| 66                 | Ilaria Sanguineti (ITA)         | DNF                |

| FDJ-Nouvelle Aquitaine-Futuroscope FDJ | FDJ-Nouvelle Aquitaine-Futuroscope FDJ | FDJ-Nouvelle Aquitaine-Futuroscope FDJ |
| -------------------------------------- | -------------------------------------- | -------------------------------------- |
| Nr.                                    | Rytter                                 | Placering                              |
| 71                                     | Coralie Demay (FRA)                    | 69.                                    |
| 72                                     | Eugénie Duval (FRA)                    | 23.                                    |
| 73                                     | Maëlle Grossetête (FRA)                | 64.                                    |
| 74                                     | Marie Le Net (FRA)                     | 89.                                    |
| 75                                     | Évita Muzic (FRA)                      | 73.                                    |
| 76                                     | Shara Gillow (AUS)                     | 75.                                    |

| Astana Women's Team ASA | Astana Women's Team ASA         | Astana Women's Team ASA |
| ----------------------- | ------------------------------- | ----------------------- |
| Nr.                     | Rytter                          | Placering               |
| 81                      | Arlenis Sierra (CUB) (landevej) | 14.                     |
| 82                      | Marie-Soleil Blais (CAN)        | DNF                     |
| 83                      | Elena Pirrone (ITA)             | 82.                     |
| 84                      | Jeidy Pradera (CUB)             | DNF                     |
| 85                      | Lizbeth Salazar (MEX)           | 39.                     |
| 86                      | Makhabbat Umutzhanova (KAZ)     | 74.                     |

| Bigla BIG | Bigla BIG                     | Bigla BIG |
| --------- | ----------------------------- | --------- |
| Nr.       | Rytter                        | Placering |
| 91        | Martina Alzini (ITA)          | 53.       |
| 92        | Nicole Hanselmann (SUI)       | DNF       |
| 93        | Mikayla Harvey (NZL)          | 97.       |
| 94        | Julie Leth (DEN)              | 19.       |
| 95        | Sophie Wright (GBR)           | 86.       |
| 96        | Maria Vittoria Sperotto (ITA) | 32.       |

| BTC City Ljubljana BTC | BTC City Ljubljana BTC   | BTC City Ljubljana BTC |
| ---------------------- | ------------------------ | ---------------------- |
| Nr.                    | Rytter                   | Placering              |
| 101                    | Maaike Boogaard (NED)    | DNF                    |
| 102                    | Anja Longyka (SLO)       | DNF                    |
| 103                    | Anastasia Chursina (RUS) | DNF                    |
| 104                    | Hanna Nilsson (SWE)      | 62.                    |
| 105                    | Mia Radotić (CRO)        | 41.                    |

| Parkhotel Valkenburg PHV | Parkhotel Valkenburg PHV     | Parkhotel Valkenburg PHV |
| ------------------------ | ---------------------------- | ------------------------ |
| Nr.                      | Rytter                       | Placering                |
| 111                      | Ann-Sophie Duyck (BEL)       | 68.                      |
| 112                      | Sofie De Vuyst (BEL)         | 6.                       |
| 113                      | Roxane Knetemann (NED)       | 85.                      |
| 114                      | Belle De Gast (NED)          | 44.                      |
| 115                      | Janine van der Meer (NED)    | 58.                      |
| 116                      | Meike Uiterwijk Winkel (NED) | DNF                      |

| Alé Cipollini ALE | Alé Cipollini ALE             | Alé Cipollini ALE |
| ----------------- | ----------------------------- | ----------------- |
| Nr.               | Rytter                        | Placering         |
| 121               | Chloe Hosking (AUS)           | 101.              |
| 122               | Jelena Erić (SRB)             | 31.               |
| 123               | Diana Peñuela (COL)           | 60.               |
| 124               | Karlijn Swinkels (NED)        | 61.               |
| 125               | Anna Trevisi (ITA)            | DNF               |
| 126               | Marjolein van 't Geloof (NED) | 15.               |

| Lotto Soudal Ladies LSL | Lotto Soudal Ladies LSL | Lotto Soudal Ladies LSL |
| ----------------------- | ----------------------- | ----------------------- |
| Nr.                     | Rytter                  | Placering               |
| 131                     | Lotte Kopecky (BEL)     | 52.                     |
| 132                     | Alana Castrique (BEL)   | DNF                     |
| 133                     | Demi de Jong (NED)      | 25.                     |
| 134                     | Danique Braam (NED)     | 51.                     |
| 135                     | Puck Moonen (NED)       | DNF                     |
| 136                     | Nguyễn Thị Thật (VIE)   | 21.                     |

| Doltcini-Van Eyck Sport DVE | Doltcini-Van Eyck Sport DVE     | Doltcini-Van Eyck Sport DVE |
| --------------------------- | ------------------------------- | --------------------------- |
| Nr.                         | Rytter                          | Placering                   |
| 141                         | Daniela Reis (POR) (landevej)   | 80.                         |
| 142                         | Jesse Vandenbulcke (BEL)        | 72.                         |
| 143                         | Saartje Vandenbroucke (BEL)     | DNF                         |
| 144                         | Pascale Jeuland-Tranchant (FRA) | 22.                         |
| 145                         | Bryony van Velzen (NED)         | 45.                         |
| 146                         | Anisha Vekemans (BEL)           | DNF                         |

| Health Mate-Ladies Team HMT | Health Mate-Ladies Team HMT | Health Mate-Ladies Team HMT |
| --------------------------- | --------------------------- | --------------------------- |
| Nr.                         | Rytter                      | Placering                   |
| 151                         | Lara Defour (BEL)           | 70.                         |
| 152                         | Fien Delbaere (BEL)         | 46.                         |
| 153                         | Laura Süßemilch (GER)       | DNF                         |
| 154                         | Zsófia Szabó (HUN)          | DNF                         |
| 155                         | Kirstie van Haaften (NED)   | DNF                         |
| 156                         | Kylie Waterreus (NED)       | 33.                         |

| Aromitalia Vaiano VAI | Aromitalia Vaiano VAI           | Aromitalia Vaiano VAI |
| --------------------- | ------------------------------- | --------------------- |
| Nr.                   | Rytter                          | Placering             |
| 161                   | Michela Balducci (ITA)          | 36.                   |
| 162                   | Sofia Beggin (ITA)              | 35.                   |
| 163                   | Letizia Borghesi (ITA)          | 48.                   |
| 164                   | Carmela Cipriani (ITA)          | 49.                   |
| 165                   | Rasa Leleivytė (LTU) (landevej) | 34.                   |
| 166                   | Giulia Marchesini (ITA)         | 103.                  |

| Servetto-Piumate-Beltrami TSA SER | Servetto-Piumate-Beltrami TSA SER | Servetto-Piumate-Beltrami TSA SER |
| --------------------------------- | --------------------------------- | --------------------------------- |
| Nr.                               | Rytter                            | Placering                         |
| 171                               | Francesca Balducci (ITA)          | DNF                               |
| 172                               | Kseniya Dobrynina (RUS)           | 102.                              |
| 173                               | Aleksandra Goncharova (RUS)       | DNF                               |
| 174                               | Mónika Király (HUN)               | 84.                               |
| 175                               | Anna Potokina (RUS)               | 91.                               |
| 176                               | Jevhenija Vysotska (UKR)          | DNF                               |

| Bepink BPK | Bepink BPK              | Bepink BPK |
| ---------- | ----------------------- | ---------- |
| Nr.        | Rytter                  | Placering  |
| 181        | Tatiana Guderzo (ITA)   | 96.        |
| 182        | Rachele Barbieri (ITA)  | DNF        |
| 183        | Chiara Perini (ITA)     | 56.        |
| 184        | Francesca Pattaro (ITA) | DNF        |
| 185        | Katia Ragusa (ITA)      | 42.        |
| 186        | Nicole Steigenga (NED)  | 90.        |

| Hitec Products-Birk Sport HPU | Hitec Products-Birk Sport HPU | Hitec Products-Birk Sport HPU |
| ----------------------------- | ----------------------------- | ----------------------------- |
| Nr.                           | Rytter                        | Placering                     |
| 191                           | Lucy Garner (GBR)             | 18.                           |
| 192                           | Ingvild Gåskjenn (NOR)        | 81.                           |
| 193                           | Vita Heine (NOR) (landevej)   | 43.                           |
| 194                           | Julie Meyer Solvang (NOR)     | 94.                           |
| 195                           | Chanella Stougje (NED)        | 63.                           |
| 196                           | Lonneke Uneken (NED)          | 95.                           |

| Biehler Pro Cycling BPC | Biehler Pro Cycling BPC  | Biehler Pro Cycling BPC |
| ----------------------- | ------------------------ | ----------------------- |
| Nr.                     | Rytter                   | Placering               |
| 201                     | Marissa Baks (NED)       | DNF                     |
| 202                     | Henrietta Colborne (GBR) | 27.                     |
| 203                     | Merel Hofman (NED)       | DNF                     |
| 204                     | Roos Hoogeboom (NED)     | DNF                     |
| 205                     | Melanie Klement (NED)    | DNF                     |
| 206                     | Natalie van Gogh (NED)   | 40.                     |

| Charente-Maritime CMW | Charente-Maritime CMW | Charente-Maritime CMW |
| --------------------- | --------------------- | --------------------- |
| Nr.                   | Rytter                | Placering             |
| 211                   | Noémie Abgrall (FRA)  | DNF                   |
| 212                   | Lucie Lahaye (FRA)    | 65.                   |
| 214                   | Anaïs Morichon (FRA)  | DNF                   |
| 216                   | Gladys Verhulst (FRA) | 67.                   |

| Rogelli-Gyproc ___ | Rogelli-Gyproc ___        | Rogelli-Gyproc ___ |
| ------------------ | ------------------------- | ------------------ |
| Nr.                | Rytter                    | Placering          |
| 221                | Nathalie Bex (BEL)        | DNF                |
| 222                | Shari Bossuyt (BEL)       | 37.                |
| 223                | Cathalijne Hoolwerf (NED) | DNF                |
| 224                | Eva Jonkers (NED)         | DNF                |
| 225                | Britt Knaven (BEL)        | DNF                |
| 226                | Ingrit Verhoeff (NED)     | DNF                |

| Jos Feron Lady Force ___ | Jos Feron Lady Force ___    | Jos Feron Lady Force ___ |
| ------------------------ | --------------------------- | ------------------------ |
| Nr.                      | Rytter                      | Placering                |
| 231                      | Kaat Hannes (BEL)           | 50.                      |
| 232                      | Senna Feron (NED)           | DNF                      |
| 233                      | Liisa Ehrberg (EST)         | DNF                      |
| 234                      | Hannah Gruber-Stadler (AUT) | DNF                      |
| 235                      | Céline van Houtum (NED)     | 66.                      |
| 236                      | Marieke de Groot (NED)      | DNF                      |

| Multum Accountants ___ | Multum Accountants ___  | Multum Accountants ___ |
| ---------------------- | ----------------------- | ---------------------- |
| Nr.                    | Rytter                  | Placering              |
| 241                    | Josefine Huitfeldt      | DNF                    |
| 242                    | Carolien Haers (BEL)    | DNF                    |
| 243                    | Lauren Creamer (IRL)    | 76.                    |
| 244                    | Hanna Johansson (SWE)   | DNF                    |
| 245                    | Josie Shepherd (GBR)    | DNF                    |
| 246                    | Liliane Leenknegt (BEL) | DNF                    |